# Pleurothallis pristeoglossa
Pleurothallis pristeoglossa är en orkidéart som beskrevs av Heinrich Gustav Reichenbach och Johannes Eugen ius Bülow Warming. Pleurothallis pristeoglossa ingår i släktet Pleurothallis och familjen orkidéer. Inga underarter finns listade i Catalogue of Life.